# لين ويستون
لين ويستون (بالإنجليزية: Lyn Weston)‏ هو لاعب اتحاد الرغبي نيوزلندي، ولد في 1 سبتمبر 1892 في أوكلاند في نيوزيلندا، وتوفي في 2 نوفمبر 1963 في وانغاري في نيوزيلندا.